# Oxypolella histriana
Oxypolella histriana är en djurart som tillhör fylumet slemmaskar, och som beskrevs av Senz 1993. Oxypolella histriana ingår i släktet Oxypolella och familjen Cerebratulidae. Inga underarter finns listade i Catalogue of Life.